# Straight Till The End
Straight Till The End is een single van de Belgische band Fiocco. De single werd uitgebracht in 1998 op een cd-single en op een 12 inch.

## Tracklist
1. Fiocco - Straight Till The End (3:10)
2. Kosmonova vs. Fiocco - Celebrate (3:21)

## Hitlijsten
| Hitlijst                  | Positie |
| ------------------------- | ------- |
| Donna's top 5000 van 2008 | 5000    |